# Ongăl
Ongăl (bulharsky: Онгъл) je historická oblast, která se pravděpodobně nacházela u řek Dněpr a Dunaj v dnešním Rumunsku, na Ukrajině a Moldavsku (Budžak). Dodnes se však ohledně specifikace daného území vedou spory.
Nedávno[kdy?] byly u vesnice Nikolicel nalezeny základy hradiště spolu se schématem, který je přesnou kopií hradiště v Plisce, má však dvakrát větší plochu (48 km²). Dle rumunských archeologů[kdo?] jsou nalezené základy města prvním hlavním městem chána Asparucha. Po zničení Starého Velkého Bulharska Chazary v roce 668 se zde Asparuch se svým národem usídlil. Právě v této oblasti se roku 680 odehrála bitva, ve které bulharská armáda chána Asparucha porazila byzantská vojska Konstantina IV. Po vyhrané bitvě chán překročil Dunaj a usídlil se na území při pohoří Stara Planina, kde postavil nové hlavní město - Pliska, což mnozí historici[kdo?] považují za počátek První bulharské říše.